# Nazionale maschile di rugby a 15 di Singapore
La nazionale di rugby XV di Singapore è inclusa nel terzo livello del rugby internazionale.